# Mokra Gora
Mokra Gora (srbskou cyrilicí Мокра гора, albánsky Mokna/Mokragorë) je pohoří v západním Kosovu, ve východní Černé Hoře a jihozápadním Srbsku mezi řekami Ibar a Bílý Drin. V překladu název znamená Mokré hory. Je součástí pohoří Prokletije. Pohoří má dva vrcholy vyšší než 2000 m. Nejvyšší je Pogled s výškou 2156 m a druhý je Beleg vysoký 2102 m. Hora Beleg je na hranici mezi Kosovem a Černou Horou, zatímco Pogled je přímo na trojmezí všech tří států. Kosovské město Istok leží jižně od pohoří na pláni Metochie, která ohraničuje pohoří z jihu.